# Louise McKinney
Louise Crummy, coniugata McKinney (Frankville, 22 settembre 1868 – Claresholm, 10 luglio 1931), è stata una politica canadese di provincia, attivista per i diritti delle donne in Alberta. È stata la prima donna a far parte dell'Assemblea legislativa dell'Alberta nel 1917 e la prima donna in assoluto ad essere eletta in Canada e nell'Impero britannico (all'opposizione con Alberta Non-Partisan League, confluito poi in United Farmers of Alberta). In seguito è stata una delle Famous Five, gruppo che si è impegnato con successo sul tema del diritto delle donne canadesi di essere nominate al Senato.

## Carriera politica

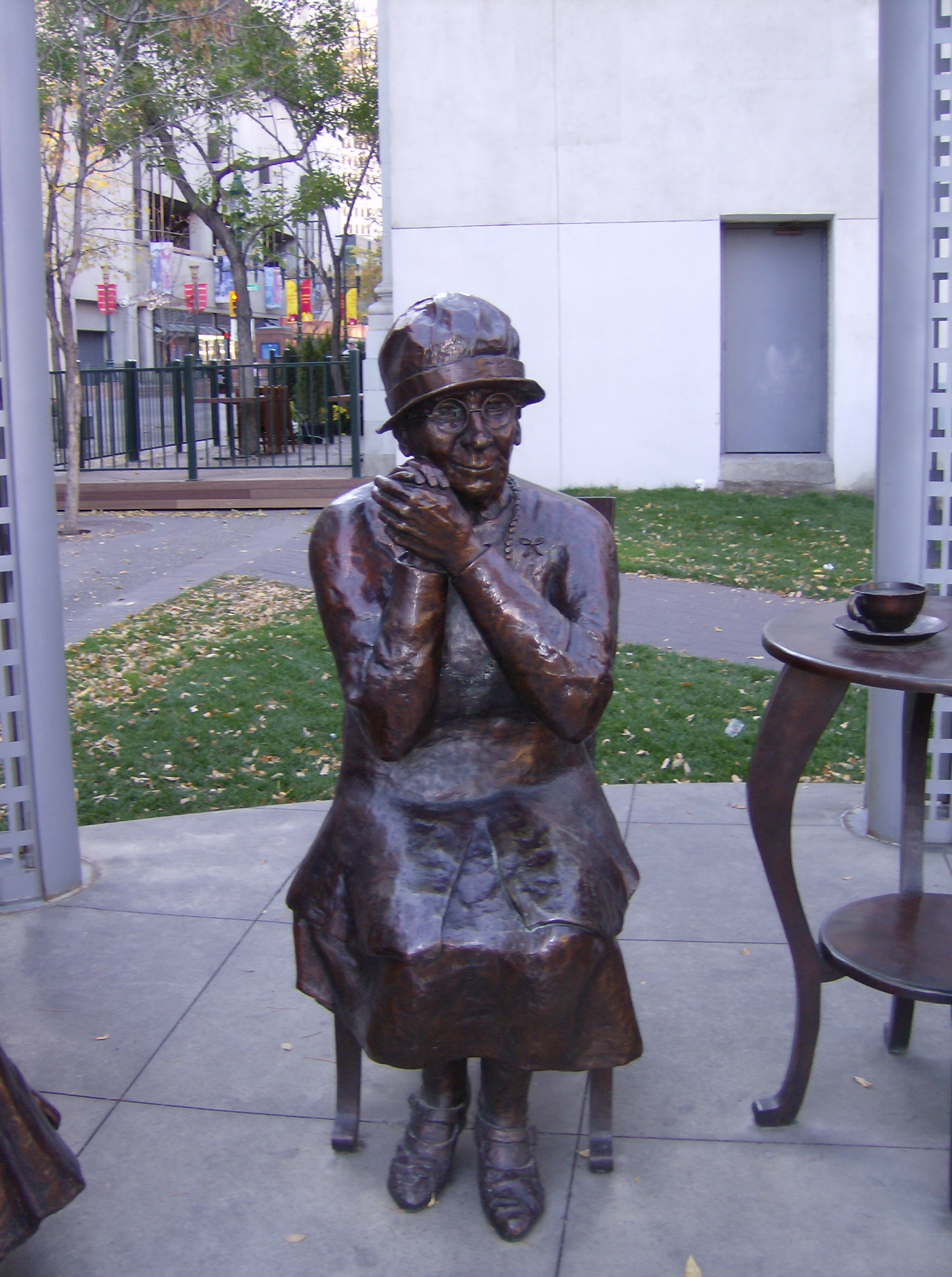
Louise McKinney in un dettaglio del monumento di Calgary, Alberta

McKinney insieme a Roberta MacAdams è stata una delle due donne elette all'Assemblea Legislativa dell'Alberta, occupando un seggio nella legislatura di Alberta alle elezioni politiche del 1917; ha vinto nel distretto elettorale di Claresholm come candidata per il partito provinciale Alberta Non-Partisan League sconfiggendo il candidato liberale William Moffat in una gara molto combattuta
Si è impegnata a favore dell'istruzione, del controllo sugli alcolici, dei diritti di proprietà per le donne, per l'adozione della riforma Dower Act e per la proprietà pubblica dei silo granari e mulini.
Louise McKinney si è candidata per un secondo mandato alle elezioni generali di Alberta del 1921 con United Farmers uscendo sconfitta dal candidato indipendente Thomas Milnes
McKinney è stata una delle cinque "Famous Five" (chiamate anche "The Valiant Five") insieme a Irene Parlby, Henrietta Muir Edwards, Emily Murphy e Nellie McClung.

## Ultimi anni e riconoscimenti
Nel 1939, McKinney è stata riconosciuta persona di rilevanza storica nazionale (Person of National Historic Significance) dal governo del Canada. Una targa commemorativa è stata posta all'ufficio postale di Claresholm, Alberta. Il "Persons Case" è stato riconosciuto come evento storico (Events of National Historic Significance) nel 1997. A ottobre 2009 il Senato ha votato la nomina di McKinney e delle altre 4 donne del gruppo Famous Five, per la prima volta nella storia, come "senatrici onorarie".
È morta a Claresholm, Alberta, nel 1931, solo due anni dopo la vittoria nel processo "Persons Case".
Le è stato intitolato un parco ad Edmonton, il Louise McKinney Riverfront Park.